# Eleocharis schaffneri
Eleocharis schaffneri är en halvgräsart som beskrevs av Johann Otto Boeckeler. Eleocharis schaffneri ingår i släktet småsäv, och familjen halvgräs. Inga underarter finns listade i Catalogue of Life.